# Saint-Pandelon
Saint-Pandelon är en kommun i departementet Landes i regionen Nouvelle-Aquitaine i sydvästra Frankrike. Kommunen ligger i kantonen Dax-Sud som tillhör arrondissementet Dax. År 2022 hade Saint-Pandelon 728 invånare.

## Befolkningsutveckling
Antalet invånare i kommunen Saint-Pandelon
Referens:INSEE